# Pleocroísmo

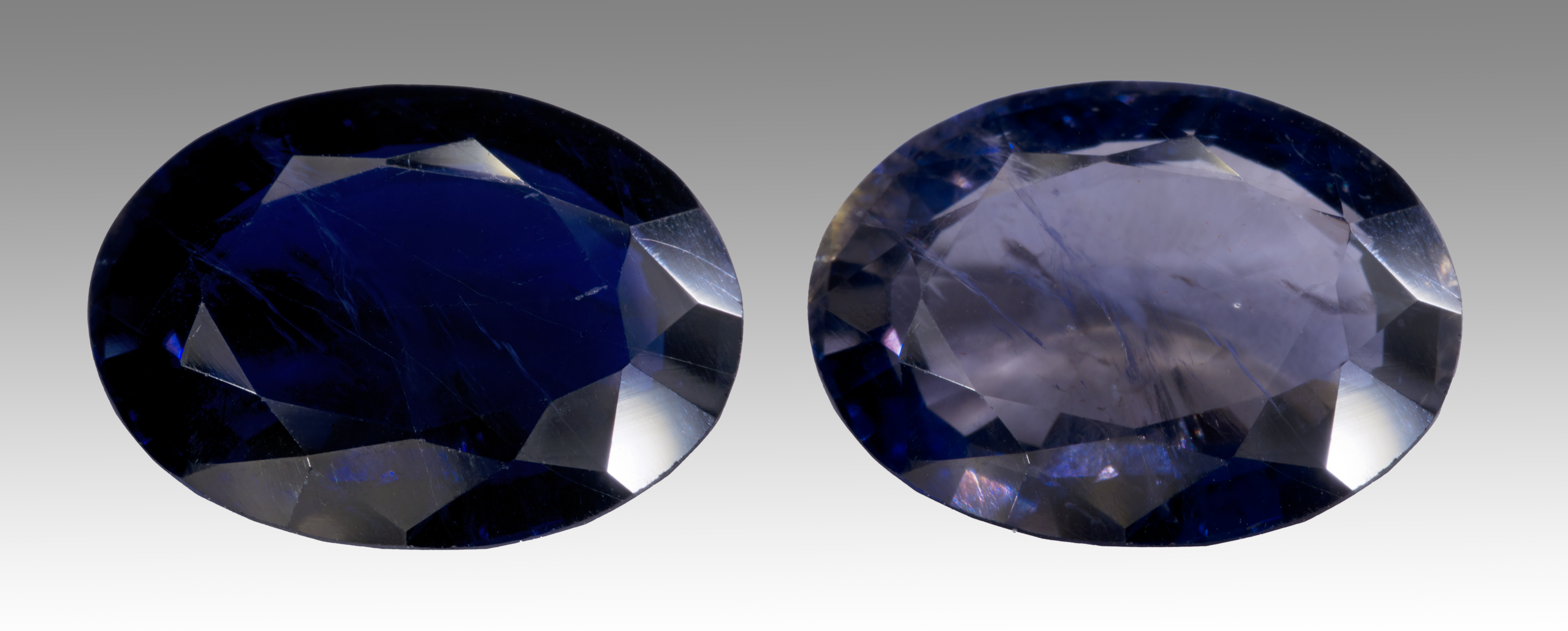
El cristal de cordierita de la izquierda presenta un evidente pleocroismo: muestra caras amarillentas, grises y azuladas.

El pleocroísmo es la facultad que presentan algunos minerales de absorber las radiaciones luminosas de distinta manera en función de la dirección de la luz incidente, especialmente cuando se iluminan con luz polarizada. Por esta propiedad, un mismo cristal puede aparecer con coloraciones diferentes dependiendo de la orientación con la que haya quedado situado en una preparación microscópica.
En los cuerpos isótropos, la coloración es independiente de la dirección en que se propagan los rayos luminosos en su seno. No ocurre lo mismo con los cuerpos birrefringentes, pues en estos el color visible depende del ángulo que forman los rayos con los ejes cristalinos. Así, un cristal de circón es oscuro en el sentido de su eje óptico y gris azulado en una dirección perpendicular al mismo. En un cristal que posea varios ejes, el color variará según las caras: es típico el caso de la cordierita, una de cuyas caras es de color gris amarillento, en tanto las otras dos son de color azul claro y oscuro.
Las coloraciones visibles son dos (dicroísmo) en los cristales birrefringentes que solo tienen un eje, y tres (tricroísmo) en los que tienen dos ejes. Esos fenómenos se deben a la existencia en el cristal de direcciones privilegiadas en las cuales son refractados los rayos según su longitud de onda.

## Descubrimiento
Este fenómeno óptico fue descrito y analizado de forma sistemática por primera vez por el geólogo y mineralogista austriaco Wilhelm von Haidinger (1795-1871) en 1845.

## Ley de absorción
La intensidad de un haz de luz que se propaga a través de un medio material disminuye gradualmente. Si I0 significa la intensidad en un punto determinado del medio, después de atravesar una longitud x su valor será:
{\displaystyle I=I_{0}\;e^{-\mu x}}
donde μ es el coeficiente de absorción que caracteriza al material. Esta ley de absorción es similar a la ley de Beer-Lambert definida para soluciones de diferentes concentraciones de soluto.
Para un cuerpo ópticamente isótropo, el coeficiente μ varía generalmente con la longitud de onda de la radiación incidente; por definición de la isotropía, no varía en función de las direcciones de propagación ni de la polarización de la luz.
Algunos cuerpos son sustancialmente opacas ( μ >> 1), es decir que la transmisión de la luz visible tiene una intensidad imperceptible incluso para las muestras más delgadas. Si la absorción varía con la longitud de onda hasta el punto de que el material es opaco en una cierta región del espectro visible, el material muestra por transparencia el color de la luz adicional que ha sido absorbida. Este fenómeno de coloración por absorción selectiva en el color complementario no constituye en sí el fenómeno del pleocroísmo (a lo sumo se podría hablar de "monocroísmo" o simplemente de "croísmo"); para que se produzca el fenómeno del policroísmo es necesario que el material sea ópticamente muy anisotrópico.

## Antecedentes

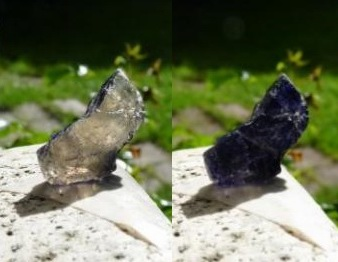
Pleocroísmo de la cordierita mostrado mediante la rotación de un filtro polarizador sobre la lente de la cámara

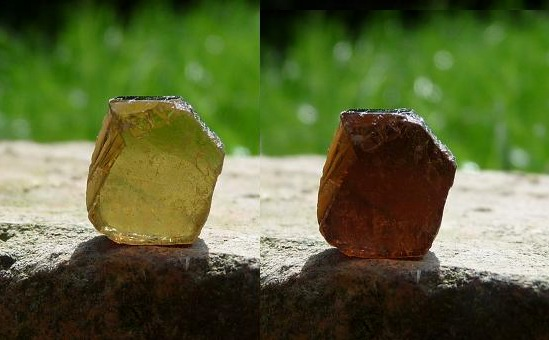
Pleocroísmo de la turmalina mostrado mediante la rotación de un filtro polarizador sobre la lente de la cámara

Los cristales anisotrópicos pueden tener propiedades ópticas variables en función de la dirección de la luz. La polarización de la luz determina la dirección del campo eléctrico, y los cristales responden de diferentes maneras si se cambia este ángulo. Este tipo de cristales tienen uno o dos ejes ópticos. Si la absorción de la luz varía según el ángulo con respecto al eje óptico de un cristal se dice que presenta pleocroísmo.
Los cristales anisótropos presentan doble refracción de la luz, de forma que la luz con diferentes ángulos de polarización es desviada de distinta manera por el cristal, siguiendo diferentes trayectorias mientras es atravesado. Los componentes de un haz de luz blanca siguen caminos diferentes dentro del mineral, y viajan a velocidades diferentes. Cuando el mineral se observa bajo un cierto ángulo, la luz que aparece tras una combinación de trayectorias y polarizaciones diferentes, cada una de las cuales ha experimentado la absorción de la luz de diferentes colores. En otro ángulo de observación distinto, la luz que pasa a través del cristal está compuesta de otra combinación de caminos y polarizaciones de luz diferente, cada una con su propio color. Por lo tanto, la luz que pasa a través del mineral tendrá diferentes colores cuando se ve desde diferentes ángulos, por lo que la piedra parece ser de diferentes colores.
Los minerales de los sistemas cristalinos tetragonal, trigonal y hexagonal únicamente pueden mostrar dos colores y se denominan cristales dicroicos. Los de los sistemas ortorrómbico, monoclínico y triclínico muestran tres y se denominan tricroicos. Por ejemplo, la hiperstena, con dos ejes ópticos, puede tener aspecto rojo, amarillo o azul cuando está orientada de tres formas diferentes según las tres direcciones del espacio de sus ejes cristalinos. Los minerales del  isométricos no pueden exhibir pleocroísmo. La turmalina se caracteriza por exhibir un  fuerte pleocroísmo. Las gemas a veces se cortan y ajustan para resaltar su pleocroísmo o para ocultarlo, dependiendo de los colores y de su atractivo.
Los colores pleocroicos están en su máximo cuando la luz es polarizada en paralelo con un eje cristalográfico. Los tres ejes del espacio se designan como X, Y y Z. La posición de estos ejes en un cristal puede ser determinada mediante la visualización de patrones de interferencia conoscópicos. Cuando hay dos ejes ópticos, la intersección aguda de los ejes resulta Z para los minerales positivos y X para los minerales negativos; y la bisección obtusa resulta alternativamente los ejes (X o Z). Perpendicular a ambos se halla el eje Y. El color se mide con la polarización paralela a cada dirección. Una fórmula registra la cantidad de absorción en paralelo a cada eje de forma que X < Y < Z,  con la dirección menos absorbente a la izquierda y la más absorbente a la derecha.

## En mineralogía y gemología
El pleocroísmo es una herramienta extremadamente útil en mineralogía y gemología para la identificación de minerales gemas, ya que el número de colores visibles desde diferentes ángulos puede identificar la estructura cristalina posible de una piedra preciosa o un mineral, y por lo tanto ayudar a clasificarlo. Minerales muy similares, a menudo tienen diferentes esquemas de color pleocroicos. En estos casos, se examina una lámina delgada del mineral  bajo luz polarizada con un microscopio petrográfico. Otro dispositivo que utiliza esta propiedad para identificar los minerales es el dicroscopio.

## Lista de minerales pleocroicos

### Púrpura y violeta
- Amatista (muy bajo): violeta / púrpura
- Andalucita (fuerte): verde marrón / rojo oscuro / púrpura
- Berilo (medio): violeta / incoloro
- Corindón (alta): púrpura / naranja
- Hiperstena (fuerte): púrpura / naranja
- Espodumena (malaquita) (fuerte): púrpura / violeta / claro / rosado
- Turmalina (fuerte): pálido violeta / púrpura
- Putnisita: pálido gris púrpura / azul

### Azul
- Aguamarina (medio): sin color-azul claro / azul claro, azul oscuro
- Alejandrita (fuerte): El lado oscuro de color rojo púrpura / naranja / verde
- Apatita (fuerte): azul-amarillo / azul-incoloro
- Benitoita (fuerte): incoloro / azul oscuro
- Cordierita (también conocido como iolita) (muy fuerte): ortorrómbica marrón azul / amarillo / marrón verdoso / gris / azul a púrpura
- Corindón (fuerte): violeta-azul oscuro / luz azul-verde
- Topacio (muy bajo): incoloro / azul claro / rosado
- Turmalina (fuerte): azul marino / azul claro
- Zoisita (fuerte): azul / rojo, púrpura, verde / amarillo
- Zircón (fuerte): azul / claro / gris

### Verde
- Alejandrita (fuerte): rojo oscuro / naranja / verde
- Andalucita (fuerte): verde marrón / rojo oscuro
- Corindón (fuerte): verde verde / amarillo
- Esmeralda (fuerte): Verde / Azul Verde
- Peridoto (bajo): amarillo-verde / verde / incoloro
- Titanita (medio): verde marrón / verde azul
- Turmalina (fuerte): verde azul / verde marrón verde / amarillo
- Zircón (bajo): marrón verdoso / verde

### Amarillo
- Citrino (muy débil): Amarillo pálido / amarillo pálido
- Crisoberilo (muy débil): rojo-amarillo / verde-amarillo / verde
- Corindón (débil): amarillo / amarillo pálido
- Danburita (débil): amarillo muy pálido / amarillo pálido
- Ortoclasa (débil): Color amarillo pálido / amarillo pálido
- Fenaquita (medio): naranja incoloro / amarillo
- Espodumena (medio): amarillo pálido / amarillo pálido
- Topacio (medio): marrón / amarillo / amarillo naranja
- Turmalina (medio): amarillo pálido / amarillo oscuro
- Zircón (débil): moreno / amarillo
- Hornblenda (fuerte) luz verde / verde oscuro / amarillo / marrón

### Marrón y naranja
- Corindón (fuerte): marrón amarillo / naranja
- Topacio (medio): marrón-amarillo / marrón amarillo mate
- Turmalina (muy bajo): marrón oscuro / marrón claro
- Zircón (muy débil): rojo / marrón-amarillo
- Biotita (medio): marrón

### Rojo y rosa
- Alejandrita (fuerte): rojo oscuro / naranja / verde
- Andalucita (fuerte): rojo oscuro / marrón rojo
- Corindón (fuerte): rojo violeta / rojo anaranjado
- Morganita (medio): rojo claro / rojo violeta
- Turmalina (fuerte): rojo oscuro / rojo claro
- Zircón (medio): marrón púrpura / rojo